# Cerekvička-Rosice
Cerekvička-Rosice è un comune della Repubblica Ceca facente parte del distretto di Jihlava, nella regione di Vysočina.